# Slavs and Tatars
Slavs and Tatars – kolektyw artystyczny pragnący zachowania anonimowości członków w celu podkreślenia funkcjonowania właśnie jako grupa, a nie jednostki. Swoją działalność określają archeologią codzienności, która jest poświęcona obszarowi na wschód od byłego Muru Berlińskiego i na zachód od Wielkiego Muru w Chinach, znanego jako Eurazja”. Działalność założonej w 2006 roku grupy koncentruje się na wystawach, książkach i wykładach.

## Historia i działalność
Działalność Slavs and Tatars rozpoczęła się od "klubu książki", stworzonego w celu dzielenia się publikacjami o tematyce antropologicznej i lingwistycznej. Czytanie, jako doświadczenie "niosące odkupienie", było od samego początku fundamentalne dla całej grupy. Swoją anonimowość tłumaczą tym, że "nie chodzi o osobiste doświadczenia czy biografie, nie chodzi o to, jak zostaliśmy wychowani, czy o nasze wspomnienia z okresu dorastania, co samo w sobie jest dobrą przesłanką do robienia sztuki. Nas interesuje świat zewnętrzny i staramy się uwagę, którą jesteśmy obdzielani, kierować w tę stronę".
Tematem przewodnim kolektywu jest "Koniec Obietnicy Zachodu". Wiosną 2012 w słynnej Secesji Wiedeńskiej urządzili pokaz "Not Moscow Not Mecca". Na wystawie prezentowane były między innymi ogromne arbuzy w doniczkach, przywołujące skojarzenia, które ten owoc niesie za sobą w różnych regionach: w USA są używane jako rasistowski substytut Afroamerykanów, w Rosji przywołują na myśl nielubiany Kaukaz, a w Europie kojarzą się z państwami, z których przybywali imigranci.
Jesienią 2012 roku grupa Slavs and Tatars zorganizowała wystawę "Beyonsense" w MoMA w Nowym Jorku. Tytuł odnosił się do awangardowego pojęcia zaum z początku XX wieku. Utworzone w języku rosyjskim słowo (rosyjski : заумь) używane było do opisywania językowych eksperymentów rosyjskich poetów futurystycznych. "Zdolność do łączenia w jednym miejscu, na jednej stronie, czy w jednej nazwie dwóch krańców spektrum jest kluczowa dla naszego rozumienia otaczającego nas świata".
Wystawy Slavs and Tatars, książki, które przygotowują, i wykłady czerpią z palety stylistycznej kultury popularnej, tradycji duchowych i ezoterycznych, historii ustnych, współczesnych mitów, a także badań naukowych. Nicholas Cullinan w Artforum opisuje grupę Slavs and Tatars jako "najbardziej kosmopolityczny z kolektywów, dla którego geopolityka globalnego kłusownictwa stanowi inspirację dla wciąż zmieniających się projektów, które zapylają różnorodne, czasami sprzeczne konteksty kulturowe".
H.G. Masters w magazynie Asia Art Pacific pisze: „Począwszy od nazwy kolektywu, wszystko, co jest związane ze Slavs and Tatars, dotyczy budowania powiązań między pozornie odmiennymi podmiotami: miejscami, historiami czy ideologiami”. Ważną cechą ich wielodyscyplinarnej pracy jest przyglądanie się antytezom albo temu, co artyści nazywają „metafizycznymi podziałami”. „Ścieranie się konkurencyjnych ideologii (sufizm i komunizm), ikonografii (świeckie i święte) oraz funkcjonalności (użyteczne i bezużyteczne) zaczerpnięte z tradycji eurazjatyckich stanowi punkt wyjścia dla wielu polemicznych konkluzji oraz dla tworzonych przez Slavs and Tatars obiektów, z których każdy na swój sposób nawiązuje do wspomnianych napięć".
Na przełomie lat 2016 i 2017 odbyła się w Centrum Sztuki Współczesnej Zamek Ujazdowski przeglądowa wystawa, podsumowująca dotychczasową twórczość Slavs and Tatars. Zostały na niej pokazane wszystkie najważniejsze cykle prac.

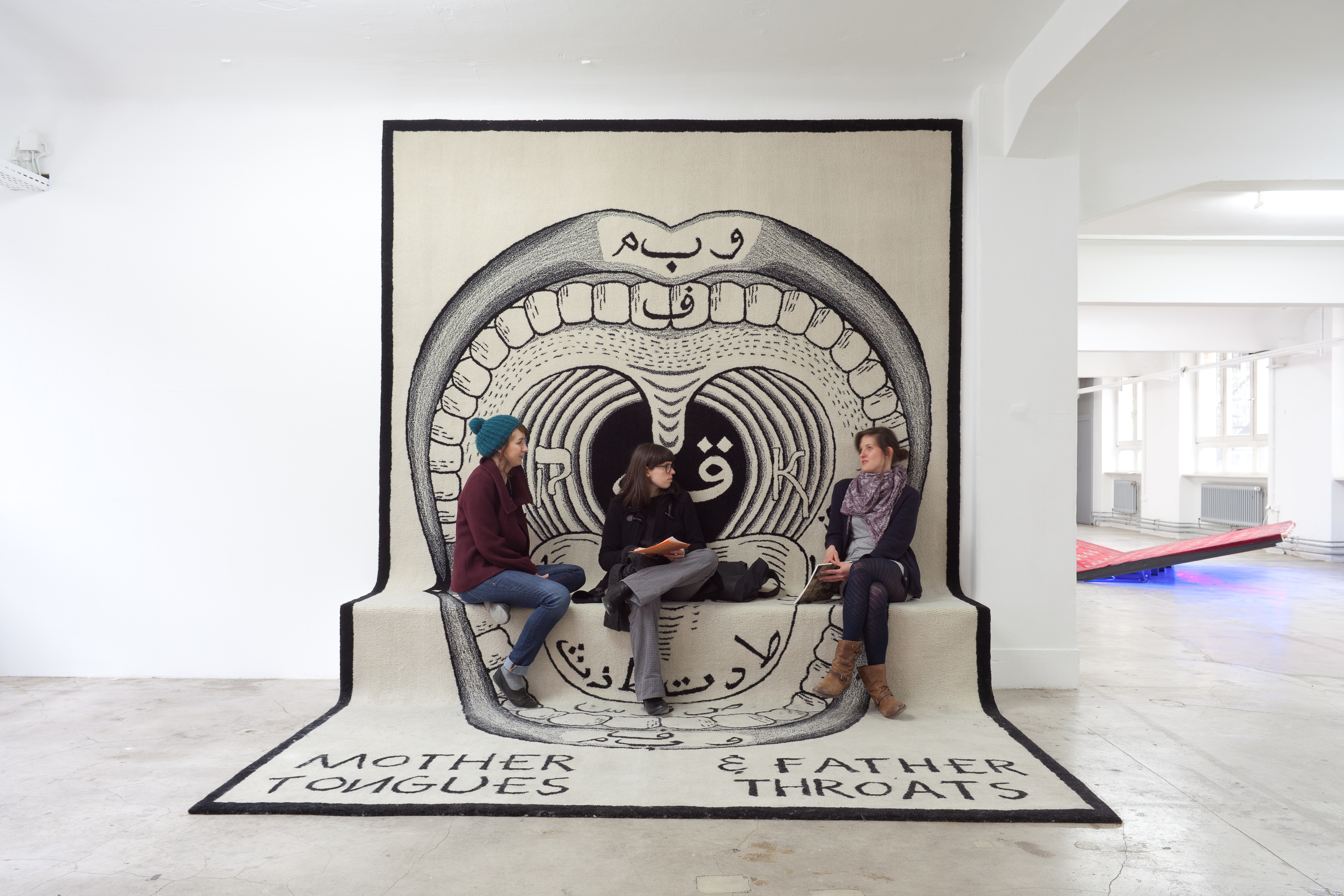
Slavs and Tatars, Mother Tongues and Father Throats, 2012, Künstlerhaus, Stuttgart. Photo Bernard Kahrmann

## Wystawy

### Wystawy indywidualne
- Slavs and Tatars, Projects 98[7], Museum of Modern Art, Nowy Jork, 2012
- Slavs and Tatars, Not Moscow Not Mecca[8], Secesja Wiedeńska, 2012
- Slavs and Tatars, Friendship of Nations: Polish Shi’ite Showbiz[9], REDCAT, Los Angeles
- Slavs and Tatars, Mirrors for Princes, Kunsthalle Zürich[10], 2014
- Slavs and Tatars, Concentrations 57[11], Dallas Museum of Art, 2014
- Slavs and Tatars, Usta Usta[12], CSW Zamek Ujazdowski, 2017
- Slavs and Tatars, Nose to Nose[13], Argo Factory, 2017
- Slavs and Tatars, Made in Dschermany[14], Albertinum, Drezno, 2018

### Wystawy zbiorowe
Prace Slavs and Tatars były wystawiane w Tate Modern w Londynie, Centrum Pompidou w Paryżu, Istanbul Modern, Artists Space w Nowym Jorku, na 8. Berlin Biennale i 10. Manifesta w Petersburgu.

## Publikacje
Od czasu, kiedy kolektyw Slavs and Tatars rozpoczął swoją działalność w 2006 roku jako nieformalna grupa czytelnicza, opublikował 10 książek. Wśród publikacji znajdują się między innymi:
- Wripped Scripped[15] (2018, Hatje Cantz) poświęcona polityce alfabetu.
- Friendship of Nations: Polish Shi’ite Showbiz[16] (2. edycja, 2017, Book Works), poświęcona zaskakującym zbieżnością między historią, polityką i ekonomią Polski i Iranu w okresie pomiędzy XVII a XXI wiekiem.
- Molla Nasreddin[17] (2. wydanie, 2017, I.B. Tauris) tłumaczenie legendarnego azerskiego tygodnika satyrycznego wydawanego w XX wieku.
- Khhhhhhh[18] (2012, The Moravian Gallery) spojrzenie na święty język za pomocą fonemów [kh] w języku hebrajskim, arabskim i cyrylicy.

W 2017 roku została wydana przez König Books pierwsza monograficzna publikacja poświęcona działalności kolektywu pod redakcją Pablo Lariosa. Opracowanie powstało we współpracy z kilkoma instytucjami odpowiedzialnymi na różne geograficzne obszary, których twórczość Slavs and Tatars dotyczy: CSW Zamek Ujazdowski, Pejman Foundation w Teheranie, SALT w Stambule i CSW Wilno.

## Wykłady
Slavs and Tatars regularnie prowadzą wykłady w muzeach i na wiodących uczelniach jak Uniwersytet Yale, Uniwersytet Warszawski czy Uniwersytet w Princeton. Ich lista wykładów obejmuje I Utter Other (od 2014) na temat rosyjskiego i radzieckiego orientalizmu; 79.89.09 (od 2009) na temat irańskiej rewolucji i Solidarności w Polsce; Transliterative Tease (od 2013), poświęcone roli alfabetu w tworzeniu imperiów; Al-Isnad albo Chains We Can Believe In o roli wiary w mecenacie sztuki poprzez dzieła Dana Flavina i meczet Dia Sufi w nowojorskiej dzielnicy SoHo.